# Покровка (Арзамаський район)
Покровка (рос. Покровка) — присілок в Арзамаському районі Нижньогородської області Російської Федерації.
Населення становить 9 осіб. Входить до складу муніципального утворення Ломовська сільрада.

## Історія
Від 2009 року входить до складу муніципального утворення Ломовська сільрада.

## Населення
| 2002 | 2010 |
| ---- | ---- |
| 24   | ↘9   |